# Sonata para piano n.º 5 (Schubert)

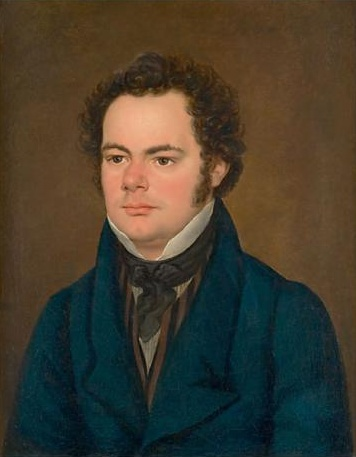
Franz Schubert

La Sonata para piano n.º 5 en la bemol mayor, D 557, es una sonata para piano solo compuesta por Franz Schubert durante el mes de mayo de 1817.

## Movimientos
La obra es relativamente corta y su interpretación dura entre 10 y 15 minutos. La sonata es alegre y simple; se parece a la música de Mozart y a la música barroca.
I. Allegro moderato
En la bemol mayor.
El comienzo se asemeja a la apertura del Menuetto, D. 380, núm. 3.
II. Andante
En mi bemol mayor
III. Allegro
En mi bemol mayor
Este movimiento tiene un carácter de danza.
El hecho de que el último movimiento esté en la tonalidad de mi bemol mayor y no en la bemol mayor es indicativo de que Schubert, muy probablemente, pretendía añadir un cuarto movimiento. Sin embargo, el tercer movimiento existente tiene un carácter de movimiento final. En la época que compuso la obra era bastante inusual terminar una obra en un tonalidad diferente a la tónica, pero Schubert lo hizo en alguna de sus obras tempranas, p. ej., D. 553 ("Auf der Donau", comenzando en mi♭ mayor y terminando en fa# menor).

## Partituras
La sonata fue publicada por primera vez en 1888, en la edición completa de Breitkopf & Härtel.
Manuscritos
El autógrafo de la sonata data de mayo de 1817 y está incompleto. La composición se detiene en el compás 28 del tercer movimiento, pero existe un manuscrito contemporáneo completo que se ha utilizado en las publicaciones.
Primera publicación — Alte Gesammtausgabe (AGA)
La Sonata D. 557 fue publicada en 1888 como Sonata núm. 3 del volumen dedicado a las Sonatas de Piano (Serie X) de la Kritisch durchgesehene Gesammtausgabe .
Urtext Ediciones
Paul Badura-Skoda (Henle) y Martino Tirimo (Wiener Urtext) publicaron una edición Urtext en 1997.
Neue Schubert-Ausgabe (NSA)
En la Neue Schubert-Ausgabe D. 557 aparece en el volumen VII/2/1.